# Número de Dukhin
El número de Dukhin, cuyo símbolo es Du, es una cantidad adimensional que caracteriza la contribución de la   conductividad de una superficie en diversos fenómenos electrocinéticos y  electroacústicos, así como a la conductividad eléctrica y la permitividad de los sistemas  heterogéneos de fluidos.

## Descripción general
Fue introducido por Lyklema en Fundamentals of Interface and Colloid Science.Lleva el nombre de Stanislav y Andrei Dukhin. Un informe técnico reciente de IUPAC usó este término explícitamente y detalló varias formas de medición en sistemas físicos.
El número de Dukhin es una relación entre la conductividad superficial {\displaystyle \kappa ^{\sigma }} y  a la conductividad eléctrica del fluido a presión Km multiplicado por el tamaño de partícula a:
{\displaystyle {\rm {Du}}={\frac {\kappa ^{\sigma }}{{\mathrm {K} _{m}}a}}}
Hay otra expresión de este número que es válida cuando la conductividad superficial se asocia solo con el movimiento de los iones por encima del plano de deslizamiento en doble capa. En este caso, el valor de la conductividad superficial depende de ζ-potencial, lo que lleva a la siguiente expresión para el número de Dukhin para electrolito simétrico con iones de igual coeficiente de difusión:
{\displaystyle {\rm {Du}}={\frac {2(1+3m/z^{2})}{{\kappa }a}}\left(\mathrm {cosh} {\frac {zF\zeta }{2RT}}-1\right),}
donde el parámetro m caracteriza la contribución de la electroósmosis al movimiento de iones dentro de la doble capa y se expresa de la siguiente forma:
{\displaystyle m={\frac {2\varepsilon _{0}\varepsilon _{m}R^{2}T^{2}}{3\eta F^{2}D}}.}
donde
- F es la Constante de Faraday
- T es la temperatura absoluta
- R es la constante del gas
- C es la concentración de iones
- z es la  valencia de los iones
- ζ es el potencial electrocinético
- ε0 es la permitividad  dieléctrica del vacío que es 8.8541878176x10-12 C2 / N·m².
- εm es la permitividad  dieléctrica del flido
- η  es la viscosidad dinámica
- D es el coeficiente de difusión.